# Amanda Gerhart
Amanda Gerhart (ur. 1985) – kanadyjska zapaśniczka. Zajęła piąte miejsce w mistrzostwach świata w 2011. Czterokrotna medalistka mistrzostw panamerykańskich, złoto w 2011 i 2012. Szósta w Pucharze Świata w 2011. Brąz na mistrzostwach Wspólnoty Narodów w 2003. Srebro akademickich MŚ w 2012 roku.